# Odontomyia ornata
Odontomyia ornata är en tvåvingeart som först beskrevs av Johann Wilhelm Meigen 1822.  Odontomyia ornata ingår i släktet Odontomyia och familjen vapenflugor. Arten är reproducerande i Sverige. Inga underarter finns listade i Catalogue of Life.